# Seseli farrenyi
Seseli farrenyi är en flockblommig växtart som beskrevs av Julián Julià Molero och J.Pujadas. Seseli farrenyi ingår i släktet säfferötter, och familjen flockblommiga växter. Inga underarter finns listade i Catalogue of Life.